# Pirapora
Pirapora é um município brasileiro do estado de Minas Gerais, localizado a aproximadamente 340 quilômetros da capital Belo Horizonte. É o segundo maior pólo industrial do norte de Minas Gerais, 33ª economia exportadora do estado e 2° PIB norte-mineiro. Destaca-se por ser o começo do trecho navegável do Rio São Francisco e por suas indústrias de ferro-silício, silício metálico, ferro-ligas, ligas de alumínio e tecidos que são os principais produtos exportados pelo município.

## Etimologia
Seu nome tem origem tupi e significa "Salto do peixe", através da junção dos termos pirá ("peixe") e pora ("Salto"). O nome é uma referência ao fato de, no período da desova dos peixes, eles saltarem sobre a água para vencer as corredeiras do rio e, desse modo, poderem alcançar a cabeceira dos rios, que são locais mais propícios à desova.

## História
Índios Cariris, em época remota, teriam subido o Rio São Francisco, movida pelo temor à aproximação dos brancos pelo litoral brasileiro e acossada pelas tribos vizinhas. Aportando na área hoje compreendida pelo município de Pirapora, fixaram-se defronte à corredeira, estabelecendo sua aldeia justamente no local onde atualmente situa-se a Praça dos Cariris. Foram sucessivamente chegando à localidade alguns poucos garimpeiros, pescadores, pequenos criadores de gado e aventureiros que, residindo em casinhas de enchimento, cobertas de palha de buriti, construídas segundo a influência indígena, se dedicavam às diversas atividades. Destas, a de maior relevância era a pesca, sendo comercializado o peixe secado em varais, com tropeiros que demandavam outras regiões, o que serviu de inspiração maior para a bandeira da cidade, criação do artista piraporense Luiz Caffé, em 1994. Estes moradores pioneiros foram paulatinamente radicando-se à localidade, exercendo e desenvolvendo suas funções, constituindo suas famílias e, por fim, fixando suas residências, em definitivo, na região.

### Navegação
O São Francisco foi, durante o ciclo da mineração, importante meio de transporte para o abastecimento da região das minas. As mercadorias saíam da Bahia subindo o rio e, quando terminava o trecho navegável, seguiam por terra até os centros mineradores. A cidade nasceu justamente no ponto da baldeação, na margem direita do rio, a jusante da cachoeira de Pirapora.
Antes do século XX, somente barcos e canoas se davam o trabalho de chegar até o arraial de São Gonçalo das Tabocas. A navegação a vapor pelo São Francisco começa em 1871, mas somente a partir de 1902 as embarcações a vapor ou "vapores", como são popularmente conhecidas, Saldanha Marinho, Benjamim Guimarães e Mata Machado iniciaram o tráfego regular com o arraial.

### Formação administrativa
O Distrito de Pirapora foi criado em 1847, no Município de Várzea da Palma, e seis anos depois, em 1853, foi anexado ao Município de Curvelo; passou, em 1873, a integrar o Município de Jequitaí e voltou a pertencer a Curvelo em 1875. Em 1884, foi novamente anexado a Jequitaí. Em decorrência da Lei Provincial 44, perdeu a condição de distrito, reconquistando-a em 1891, pela Lei Estadual Dois, de 14 de setembro, que criou novamente o distrito com o nome de São Gonçalo das Tabocas e sede na povoação de Pirapora.

Pirapora, 1962. Arquivo Nacional.

Em 30 de agosto de 1911, foi criado o Município pela Lei Estadual 556 e, quatro anos depois, em 18 de setembro de 1915 (Lei 663), a sede municipal ganhou foros de cidade. Segundo a divisão administrativa vigente, o município é constituído de dois distritos: Pirapora e Buritizeiro.
Até 1936, Pirapora foi termo da Comarca de Curvelo. A comarca de Pirapora foi criada pelo Decreto 545, de 19 de março de 1936. De acordo com a divisão judiciária vigente, estão a ela subordinados os termos de Jequitaí, Lassance e Várzea da Palma.

### Microrregião
A área de influência de Pirapora é de aproximadamente 23 113 km² e uma população superior a 150 000 habitantes. A Microrregião do município é constituída por nove cidades: Buritizeiro, Várzea da Palma, Ibiaí, Jequitaí, São Romão, Lassance, Riachinho, Santa Fé de Minas e Lagoa dos Patos. Pirapora encontra-se inserida na área de jurisdição da Agência de Desenvolvimento do Nordeste e é representada pela Associação dos Municípios da Bacia do Médio São Francisco.

## Geografia

### Localização
O município está posicionado na interseção das coordenadas: latitude 17°21’55” ao sul da linha do Equador, e longitude 44°56’59” a oeste do Meridiano de “Greenwich”, inserido na microrregião Norte do Estado de Minas Gerais, na margem direita da zona do Alto Médio São Francisco, ocupando uma área territorial de 582 km² e se destacando como polo microrregional.

### Clima
Segundo dados do Instituto Nacional de Meteorologia (INMET), referentes ao período de 1961 a 1970, 1976 a 1985 e a partir de 1989, a menor temperatura registrada em Pirapora foi de 0,5 °C em 1° de junho de 1979, e a maior atingiu 41,7 °C em 22 de outubro de 2015. O maior acumulado de precipitação em 24 horas foi de 163 milímetros (mm) em 16 de janeiro de 1980. Outros acumulados iguais ou superiores a 100 mm foram: 155,2 mm em 27 de novembro de 2005, 143 mm em 4 de janeiro de 1983, 140,3 mm em 27 de novembro de 1999, 131,4 mm em 16 de novembro de 2016, 118 mm em 10 de fevereiro de 2004, 115,2 mm em 3 de novembro de 1992, 113,6 mm em 5 de janeiro de 2003, 100,2 mm em 6 de novembro de 1992. Janeiro de 1992, com 637,6 mm, foi o mês de maior precipitação. O menor índice de umidade relativa do ar foi registrado na tarde de 14 de agosto de 1984, de apenas 14%.
| Dados climatológicos para Pirapora | Dados climatológicos para Pirapora | Dados climatológicos para Pirapora | Dados climatológicos para Pirapora | Dados climatológicos para Pirapora | Dados climatológicos para Pirapora | Dados climatológicos para Pirapora | Dados climatológicos para Pirapora | Dados climatológicos para Pirapora | Dados climatológicos para Pirapora | Dados climatológicos para Pirapora | Dados climatológicos para Pirapora | Dados climatológicos para Pirapora | Dados climatológicos para Pirapora |
| Mês | Jan                                | Fev                                | Mar                                | Abr                                | Mai                                | Jun                                | Jul                                | Ago                                | Set                                | Out                                | Nov                                | Dez                                | Ano                                |
| --- | ---------------------------------- | ---------------------------------- | ---------------------------------- | ---------------------------------- | ---------------------------------- | ---------------------------------- | ---------------------------------- | ---------------------------------- | ---------------------------------- | ---------------------------------- | ---------------------------------- | ---------------------------------- | ---------------------------------- |
| Temperatura máxima recorde (°C) | 37,4                               | 38,4                               | 36,7                               | 36,4                               | 34,9                               | 35,4                               | 35,6                               | 37,2                               | 40,8                               | 41,6                               | 41,2                               | 38,9                               | 41,6                               |
| Temperatura máxima média (°C) | 31,3                               | 32,2                               | 31,8                               | 31,2                               | 30,1                               | 29,3                               | 29,4                               | 31                                 | 32,7                               | 33,4                               | 31,5                               | 30,8                               | 31,2                               |
| Temperatura média compensada (°C) | 25,4                               | 25,9                               | 25,4                               | 24,4                               | 22,3                               | 20,6                               | 20,7                               | 22,7                               | 25,2                               | 26,6                               | 25,5                               | 25,2                               | 24,2                               |
| Temperatura mínima média (°C) | 20,9                               | 21                                 | 20,8                               | 19,1                               | 16,4                               | 14                                 | 13,6                               | 15,3                               | 18,6                               | 20,8                               | 20,9                               | 21                                 | 18,5                               |
| Temperatura mínima recorde (°C) | 16                                 | 17,3                               | 15                                 | 9,8                                | 7,4                                | 0,5                                | 5                                  | 8                                  | 8,1                                | 11,8                               | 15                                 | 12                                 | 0,5                                |
| Precipitação (mm) | 216,2                              | 111,6                              | 139,1                              | 51,1                               | 15                                 | 3,7                                | 4,7                                | 6,6                                | 23,2                               | 83,5                               | 218,9                              | 244,5                              | 1 118,1                            |
| Dias com precipitação (≥ 1 mm) | 13                                 | 9                                  | 10                                 | 4                                  | 1                                  | 1                                  | 1                                  | 1                                  | 3                                  | 6                                  | 12                                 | 16                                 | 77                                 |
| Umidade relativa compensada (%) | 77,5                               | 74,5                               | 78,3                               | 75,8                               | 72,6                               | 69,4                               | 64,5                               | 57,6                               | 55,                                | 59,8                               | 73,9                               | 78,4                               | 69,8                               |
| Insolação (h) | 197,4                              | 210,2                              | 218                                | 242,7                              | 249,3                              | 250,2                              | 262,9                              | 267                                | 241,4                              | 227,9                              | 179                                | 172,8                              | 2 718,8                            |
| Fonte: Instituto Nacional de Meteorologia (INMET) (normal climatológica de 1981-2010; recordes de temperatura: 01/01/1961 a 31/12/1970, 01/01/1976 a 31/12/1985 e 01/01/1989-presente) |                                    |                                    |                                    |                                    |                                    |                                    |                                    |                                    |                                    |                                    |                                    |                                    |                                    |

## Política
Em Pirapora, o poder executivo é representado pelo prefeito e gabinete de secretários, em conformidade ao modelo proposto pela Constituição Federal.
O poder legislativo é constituído à câmara municipal, composta por 15 vereadores eleitos para mandatos de quatro anos (em observância ao disposto no artigo 29 da Constituição, que disciplina um número mínimo de 9 e máximo de 20 para municípios com até de um milhão de habitantes). Cabe à casa elaborar e votar leis fundamentais à administração. Conquanto seja o poder de veto assegurado ao prefeito, o processo de votação das leis que se lhe opõem costuma gerar conflitos entre Executivo e Legislativo. Sendo atual prefeito Aléx Cezar.

## Economia
Pirapora é o segundo maior pólo de industrialização do Norte de Minas Gerais, sendo classificada, portanto, como uma cidade de porte médio em relação a sua estrutura e funcionabilidade dentro de sua microrregião, isto é, sua capacidade de produção e prestação de serviços. O município tem uma economia sólida que o diferencia de outras cidades vizinhas, como pólo industrial, prestador de serviços e gerador  de emprego e renda. Situada a 340 km ao norte de Belo Horizonte, Pirapora marca o ponto inicial da navegação no Rio São Francisco. Segundo maior centro industrial da região mineira do Vale do São Francisco, possui comércio movimentado e rotativo.  A indústria têxtil e metalurgia são as principais empregadoras de mão de obra fabril. A pesca, turismo e a fruticultura irrigada  também fazem parte da economia local, tendo como carro chefe a produção de uvas. A fruticultura gera para Pirapora e Região inúmeros postos de trabalho movimentando assim a economia local. Há tantos outros ramos de trabalho na cidade além destes citados.

### Exportações
| Exportações | Exportações | Exportações | Exportações    | Exportações    |
| ----------- | ----------- | ----------- | -------------- | -------------- |
| Ano         |             |             | Mil Dólares    |                |
| 2011        | 2011        |             | 342.200.000,00 | 342.200.000,00 |
| 2010        | 2010        |             | 183.600.000,00 | 183.600.000,00 |

Favorecida por sua localização estratégica as margens da BR-365,BR-496 e pela Ferrovia Centro-Atlântica que liga o município ao Porto de Tubarão no Estado do Espírito Santo, a cidade é destaque na produção e exportação de Ferro silício, Silício metálico, Ferro-ligas, Ligas de Alumínio e Tecidos. Nos dados do Ministério do Desenvolvimento, Indústria e Comércio Exterior de 2011 o município ampliou suas exportações de R$ 183.600.000,00 milhões de dólares em 2010 para R$ 342.200.000,00 milhões de dólares em 2011.

## Educação
A cidade conta com diversas instituições de ensino técnico e superior que qualificam a mão de obra local. Dentre elas estão;
- UNIMONTES - Universidade Estadual de Montes Claros
- UNINTER - Centro Universitário Internacional - https://www.uninter.com/ [[21]]
- FAC FUNAM/ FUNORTE - Faculdade de Ciência e Tecnologia da FUNAM
- ULBRA - Universidade Luterana do Brasil
- UNOPAR - Universidade Norte do Paraná
- UNIP - Universidade Paulista
- UNICESUMAR - Universidade Cesumar de Maringá -https://www.unicesumar.edu.br/ead)
- IFNMG - Instituto Federal do Norte de Minas Gerais - Campus Pirapora (Site)
- SENAC - Serviço Nacional de Aprendizagem Comercial
- SENAI - Serviço Nacional de Aprendizagem Industrial

## Transporte[22]
- Viação Osasco Ltda
- Viação Novo Horizonte
- Viação Gontijo
- Ferraz Trindade
- Expresso União
- Rápido Turismo Ltda
- Viação Sandra
- Nelitur Transportes

## Cultura
Cidade de praia fluvial e cachoeiras, atrai turistas de todo o país. Tem um dos melhores carnavais do Norte de Minas.

### Feriados
Há apenas dois feriados municipais:
- 1 de Junho, data da emancipação política do município;
- 20 de Janeiro, dia do padroeiro São Sebastião.

### Festas Regionais
-Encontro Nacional de Motociclistas
Evento que ocorre geralmente entre os meses de Maio/Junho e reúne motociclistas de todas as partes do país. Atualmente conta com a presença e organização do moto clube local "Kalangos do Sertão".
-Expociapi
Evento que ocorre no mês de setembro, em que empresários da associação comercial apresentam suas ideias  para melhorar o comércio local. Conta com desfiles de moda, comidas típicas, feiras de artesanato, tecnologia e negócios.
- Feira do Agronegócio 
A Feira do Agronegócio de Pirapora e Região foi realizada pela 1ª vez no ano de 2012 e desde então, vem se repetindo todos os anos no mês de Setembro. A Feira é realizada no Parque de Exposições de Pirapora e é organizada pelo Sindicato dos Produtores Rurais da cidade, juntamente com o apoio de empresários e da Prefeitura Municipal. Tem o intuito de apresentar novidades no setor de máquinas e implementos agrícolas, promover rodadas de negócios, lojas de vacas, potros e touros, leilão de bovinos e palestras, tendo também durante todo evento a presença de Bancos para financiamentos e condições especiais para quem desejar realizar compras durante o evento.

### Vapor Benjamim Guimarães
O vapor foi construído em 1913, nos EUA, pela empresa James Rees & Com. Navegou no Rio Mississipi e, posteriormente, em rios da Bacia Amazônica. Na década de 1920, a embarcação foi montada no porto de Pirapora.
Hoje, o Benjamim é o único exemplar movido a lenha ainda em funcionamento no mundo e faz, rotineiramente, passeios públicos de ida e volta do porto de Pirapora até o encontro do Rio São Francisco com o Rio das Velhas, na Barra do Guaicuí, distrito de Várzea da Palma.

### Ponte Marechal Hermes
Liga os municípios de Pirapora e Buritizeiro e foi inaugurada em 10 de novembro de 1922.
Para construção da ponte foram usados tecnologia e materiais importados, principalmente belgas, o que representou a continuação da difusão da técnica construtiva em ferro, introduzida no Brasil no século XIX e da qual a expansão ferroviária foi pioneira.
A edificação do pontilhão tornou realidade o antigo sonho de transpor o Rio São Francisco, promovendo a emancipação econômica de Pirapora. Contudo não foi possível alcançar o objetivo final, que era avançar com os trilhos até a cidade de Belém, no Pará. Esse projeto gigantesco da Estrada de Ferro Central do Brasil, propunha ligar a capital da República (na época, o Rio de Janeiro) à capital do Pará, cruzando o Planalto Central.
A Ponte Marechal Hermes é um importante atrativo turístico da região por sua beleza e excepcional solução estrutural. Tem no total 692 metros de comprimento, em 14 vãos, sendo dez centrais de 50 metros e os marginais de 35 metros cada um. A largura total é de 8 metros, com dois passeios laterais para uso dos pedestres, que foram colocados mais tarde. Estas passarelas são sustentadas por mãos francesas metálicas engastadas no vigamento horizontal inferior. Possuem piso de tábuas corridas assentadas sobre perfis de ferro e a proteção é feita por guarda-corpo também metálico cujo desenho contrasta com a estrutura principal por seu frágil aspecto. Na mesma época foram colocadas também, ao lado dos trilhos, peças de madeira para trânsito de carros.
A grande ponte metálica é considerada cartão de visita da região dos dois municípios mineiros, tem placas comemorativas situadas em sua parte superior, tanto no lado de Pirapora quanto no de Buritizeiro. Na de Pirapora pode-se ler: “No anno de 1922 foi officialmente inaugurada esta Ponte, sendo Presidente da República o Exmº Sr. Dr. Epitácio Pessôa e Ministros: os Exmºs Srs. Drs. Pires do Rio, Viação; Simões Lopes, Agricultura; Homero Baptista, Fazenda; Pandiá Calógeras, Guerra; Ferreira Chaves, Justiça; Veiga Miranda, Marinha e Azevedo Marques, Exterior”. No lado de Buritizeiro está assim escrito: "Estrada de Ferro Central do Brazil. Diretor: Dr. Joaquim de Assis Ribeiro; Sub-Diretores Drs. José Luiz Baptista, Carlos de Andrade, Humberto Antunes, Carvalho de Souza, Carlos Euler, Alberto Flores e chefes de Secção de Construção: Drs. Caetano Lopes e Pires e Albuquerque”. 